# گرد کلیر
گرد کلیر (انگلیسی: Gerd Klier; ۱۶ ژانویهٔ ۱۹۴۴ – ۲۱ مارس ۲۰۱۱) بازیکن فوتبال اهل آلمان بود.
از باشگاه‌هایی که در آن بازی کرده‌است می‌توان به باشگاه فوتبال هامبورگ، باشگاه فوتبال ماینتس ۰۵، باشگاه فوتبال فورتونا دوسلدورف، و باشگاه فوتبال فرایبورگر اشاره کرد.